# Fléré-la-Rivière
Fléré-la-Rivière è un comune francese di 616 abitanti situato nel dipartimento dell'Indre nella regione del Centro-Valle della Loira.

## Società

### Evoluzione demografica
Abitanti censiti